# Thomas Rose (ur. 1962)
Thomas Rose (ur. 4 sierpnia 1962) – amerykański przedsiębiorca, wydawca i komentator polityczny żydowskiego pochodzenia.

## Życiorys
Pochodzi z południowej Indiany. Mieszkał także w Indianapolis, gdzie w latach 90. nawiązał przyjaźń z Mikiem Pencem. Studiował historię i dyplomację – ukończył Uniwersytet Brandeisa i Uniwersytet Columbia.
W latach 80. był dziennikarzem japońskiej telewizji. Napisał zekranizowaną książkę Big Miracle (Wielki cud) o uwolnieniu spod lodów Arktyki wielorybów.
W latach 1997–2005 był wydawcą i dyrektorem generalnym „Jerusalem Post”. Przez 10 lat mieszkał w Izraelu.
W stacji radiowej Sirius XM, razem z byłym republikańskim politykiem Garym Bauerem, współprowadził konserwatywny program radiowy Bauer & Rose Show. Jako komentator spraw dotyczących Izraela i Bliskiego Wschodu gościł w amerykańskich i izraelskich mediach. Publikował na łamach „New York Post”.
W pierwszej administracji Donalda Trumpa był starszym doradcą oraz głównym strategiem wiceprezydenta Mike’a Pence’a, będąc jednym z jego najbliższych współpracowników. Po powrocie do Białego Domu w 2025, Donald Trump nominował go na ambasadora Stanów Zjednoczonych w Warszawie.

## Poglądy
„Indianapolis Monthly” opisał go jako ognistego konserwatystę i zagorzałego syjonistę. Znany jest z proizraelskich poglądów – krytykował administrację Bidena za opuszczenie Izraela i propalestyńskie sympatie.
Rose jest zwolennikiem pomocy Ukrainie w wojnie rosyjsko-ukraińskiej. Odrzucał twierdzenia, że wojna ta została sprowokowana przez NATO.

### Wypowiedzi na tematy polskie
Przed nominacją na ambasadora Stanów Zjednoczonych w Warszawie Rose kilkukrotnie wypowiadał się na tematy polskie. Prostował błędne twierdzenie dziennikarki NBC Andrei Mitchell, która stwierdziła, że Polskie Państwo Podziemne tłumiło powstanie w getcie warszawskim, przypominając, że polskie władze stawiały opór Hitlerowi.
Krytykował rząd Donalda Tuska, m.in. w sprawie przeprowadzonych przez niego zmian w mediach publicznych, jednocześnie chwaląc opozycyjne wobec tego rządu Prawo i Sprawiedliwość oraz wywodzącego się z tej partii prezydenta RP Andrzeja Dudę.

## Życie prywatne
Rose wyznaje ortodoksyjny judaizm.